# Canton de Donzy
Le canton de Donzy est une ancienne division administrative française située dans le département de la Nièvre et la région Bourgogne-Franche-Comté.

## Géographie
Ce canton est organisé autour de Donzy et est l'un des 7 cantons de l'arrondissement de Cosne-Cours-sur-Loire. Son altitude varie de 160 m (Donzy) à 373 m (Châteauneuf-Val-de-Bargis).

## Représentation

### Conseillers généraux de 1833 à 2015
| Période         | Période      | Identité                          | Étiquette                      | Qualité |
| --------------- | ------------ | --------------------------------- | ------------------------------ | --- |
| 1833            | 1848         | Edme-François Brunier (1796-1859) |                                | Avocat, ancien Sous-Préfet, maire de Saint-Malo-en-Donziois                                                                                       |
| 1848            | 1858 (décès) | Jean Auguste Métairie             |                                | Procureur du Roi à Clamecy puis Conseiller à la Cour de Bourges                                                                                   |
| 1858            | 1864         | Edmé Faiseau-Lavanne              |                                | Notaire à Paris |
| 1864            | 1874         | Eugène Armand Maillet             | Républicain                    | Maître de forges à Donzy |
| 1874            | 1880         | Théodore Faiseau-Lavanne          | Droite                         | Propriétaire, maire de Donzy |
| 1880            | 1886         | Hubert Front                      | Républicain                    | Notaire, propriétaire à Donzy |
| 1886            | 1892         | Gabriel de Las Cases              | Droite                         | Propriétaire à Cosne-sur-Loire |
| 1892            | 1910 (décès) | Edouard Monmignot                 | Rad.                           | Propriétaire-agriculteur à Donzy |
| 1910            | 1931 (décès) | Edmond Poingt                     | Rad.                           | Médecin - Adjoint au Maire de Donzy |
| 1931            | 1937         | François Dupuis                   | Rad.                           | Maire de Donzy |
| 1937            | 1940         | Henri Flandin                     | Union nationale                | Propriétaire agriculteur Maire de Perroy Membre de la Commission administrative départementale (1941-1943) Nommé conseiller départemental en 1943 |
|                 |              |                                   |                                | |
| 1945            | 1954 (décès) | Gaston Roche                      | Soc.ind.                       | Colonel (Ancien chef des FFI du maquis d'Ouroux-en-Morvan)                                                                                        |
| 17 octobre 1954 | 1989 (décès) | Henri Clément                     | DVD puis UNR puis DVD puis DVG | Vétérinaire à Donzy Maire de Donzy |
| 1989            | 1993 (décès) | Claude Dekeyne                    | SE-DVG                         | Docteur vétérinaire à Donzy, chargé de mission au Ministère de l'Agriculture                                                                      |
| 1994            | 2015         | Thierry Flandin                   | DVD (RAN)                      | Exploitant agricole Maire de Perroy Président de la communauté de communes en Donziais Elu en 2015 dans le Canton de Pouilly-sur-Loire            |

### Conseillers d'arrondissement (de 1833 à 1940)
Le canton de Donzy avait deux conseillers d'arrondissement jusqu'en 1907.
| Période                                  | Période      | Identité                   | Étiquette                | Qualité |
| ---------------------------------------- | ------------ | -------------------------- | ------------------------ | --- |
| 1833                                     | 1848         | Pélerin Alexandre Billetou |                          | Notaire, maire de Donzy                                                                                     |
| 1833                                     | 1836         | M. Lemoine                 |                          | Maitre de forges à Donzy                                                                                    |
| 1836                                     | 1848         | M. Loiseau                 |                          | Juge de paix à Donzy                                                                                        |
|                                          |              |                            |                          | |
|                                          | 1886         | Octave Dubois              |                          | Négociant, adjoint au maire de Donzy                                                                        |
|                                          | 1886         | M. Leblanc-Laborde         |                          | Propriétaire à Ciez                                                                                         |
| 1886                                     | 1892         | Abel Métairie              | Droite                   | Propriétaire à Fonfaye, maire de Châteauneuf-Val-de-Bargis                                                  |
| 1886                                     | 1892         | Jules Victor Serizier      | Droite                   | Propriétaire à Ciez                                                                                         |
| 1892                                     | 1907         | Charles Naslot             | Républicain              | Maire de Couloutre                                                                                          |
| 1892                                     | 1913         | Pierre Jean Louis Babise   | Républicain puis Radical | Cultivateur à Ciez, conseiller municipal de Donzy                                                           |
| 1913                                     | 1914 (décès) | Paulin Monmignot           | PRS                      | Propriétaire agriculteur et minotier à Donzy                                                                |
| 1914                                     | 1937         | Jules Apollinaire Simon    | Républicain radical      | Agriculteur aux Buffats, Donzy                                                                              |
| 1937                                     | 1940         | Émile Prêtre               | PSF                      | Commerçant à Donzy, maire de Ciez Mort pour la France en 1944 au camp de Dachau                             |
| 1940                                     |              |                            |                          | Les conseils d'arrondissement ont été suspendus par la loi du 12 octobre 1940 et n'ont jamais été réactivés |
| Les données manquantes sont à compléter. |              |                            |                          | |

## Composition
Le canton de Donzy groupait 10 communes et comptait 3 823 habitants (population municipale de 2006).
| Communes                  | Population (2012) | Code postal | Code Insee |
| ------------------------- | ----------------- | ----------- | ---------- |
| Cessy-les-Bois            | 123               | 58220       | 58048      |
| Châteauneuf-Val-de-Bargis | 570               | 58350       | 58064      |
| Ciez                      | 382               | 58220       | 58077      |
| Colméry                   | 300               | 58350       | 58081      |
| Couloutre                 | 218               | 58220       | 58089      |
| Donzy                     | 1 640             | 58220       | 58102      |
| Menestreau                | 132               | 58410       | 58162      |
| Perroy                    | 197               | 58220       | 58209      |
| Sainte-Colombe-des-Bois   | 132               | 58220       | 58236      |
| Saint-Malo-en-Donziois    | 129               | 58350       | 58252      |

## Démographie
| 1962  | 1968  | 1975  | 1982  | 1990  | 1999  | 2006  | 2009 |
| ----- | ----- | ----- | ----- | ----- | ----- | ----- | ---- |
| 4 551 | 4 973 | 4 530 | 4 196 | 3 781 | 3 703 | 3 823 | -    |

Histogramme de l'évolution démographique depuis 1962 :